# Yuta Hashimura
Yuta Hashimura (橋村 祐太 Hashimura Yuta?), född 10 september 1991 i Tokyo prefektur, är en japansk före detta fotbollsspelare.
Hashimura började sin karriär 2010 i Yokohama FC. 2011 flyttade han till Giravanz Kitakyushu. Han avslutade karriären 2011.